# 任達華
任達華（1955年3月19日—），香港男演員兼模特兒，出生於香港。

## 生平
任達華的父親為警目任錦球（1969年在水警輪上和多位同僚被一名腦部受傷警員槍殺），其兄長為警務處前副處長任達榮，還有一名胞弟。任達華早年在灣仔軍器廠街警察宿舍居住（父親殉職後與母親及兩兄弟移居香港島灣仔大坑木屋區），畢業於軍器廠街警察官立小學，在校時與李國麟為同班同學。因就讀中學時期家境貧窮，任達華依靠獎學金讀至中學預科畢業，入讀灣仔交加里7號西南中學分校時曾獲得香港賽馬會助學金減免。另一方面曾經歷校園欺凌事件。之後在當時位於薄扶林道108號的明愛白英奇專業學校修讀旅遊及酒店課程。他於1970年代中期以模特兒身分踏入演藝圈，接著與無綫電視簽約，在電視劇中陸續演出，是當時少數非透過藝員訓練班加入無綫的男新人。在七十年代香港電視業黃金歲月，不少經典劇集諸如《家變》、《網中人》、《千王之王》等他都有份參演配角，因此其時已有一定知名度。至1985年在《新紮師兄續集》一劇飾演大反派韓彬更使他聲名大噪。1987年，任達華在拍攝《書劍恩仇錄》時因監製不讓其請假接拍廣告，雙方發生爭執，使他心灰意冷，最終他在拍畢《還我本色》後離開無綫，轉投亞洲電視。

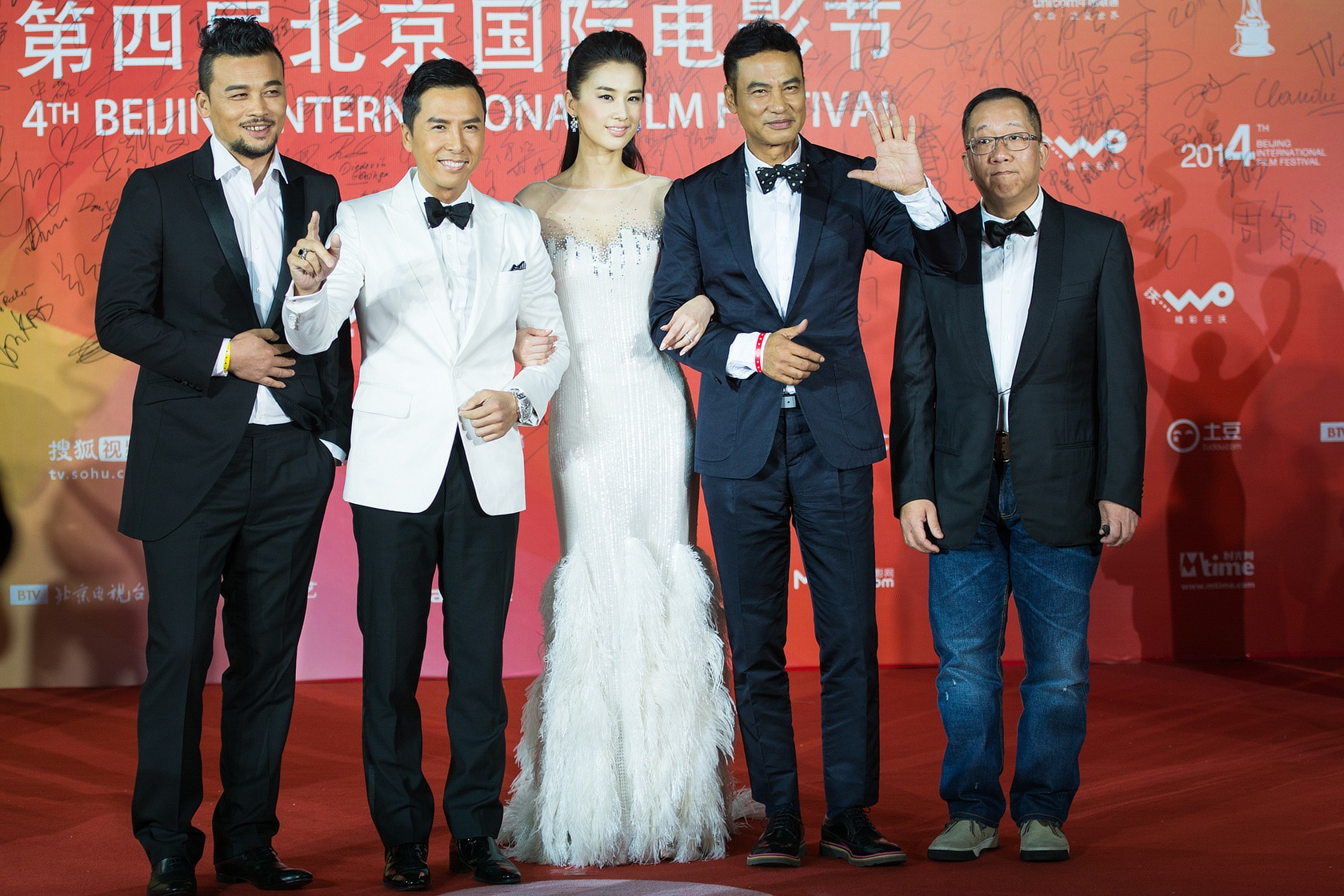
任達華與黄圣依、甄子丹等《冰封：重生之门》劇組及演員亮相北京国际电影节

任達華多次被提名香港電影金像獎最佳男主角，《PTU》、《黑社會》、《文雀》、《跟踪》、《天水圍的夜與霧》，最終憑《歲月神偷》贏得最佳男主角，演技備受認同。
任達華是於1987年開始主力投身拍攝港產片。他演出了大量電影，角色包括警察、舞男、殺手、強姦犯、白領、黑幫老大、教師、超能力戰士等等，戲路廣闊，而且演出也獲得良好評價。 如在1992年的《俠盜高飛》一場與周潤發的血戰贏得了滿堂彩；1996年接演了《古惑仔電影系列》中洪興社的老大蔣天生，其演出評價很高。另一方面，任達華也演出了大量情色電影，但他工作態度良好，絕不藉機揩油，因此獲得一眾合作女星的好評；不過任達華一直堅持半裸底線，只曾在《雪在燒》破例全裸露臀。。
2004年香港電影金紫荊獎憑《PTU》一片榮膺最佳男主角；2006年香港電影金紫荊獎則憑《黑社會》再次获得最佳男主角；2010年在2010年香港電影金像獎上終憑《歲月神偷》贏得最佳男主角，同年再憑《天水圍的夜與霧》於西班牙電影頒獎禮再獲影帝殊榮。
2003年，任達華首度踏進荷里活，與安祖蓮娜·祖莉共同演出《盜墓者羅拉》續集。2013年他首次联合执导“鬼片”《迷离夜》，电影改编自李碧华的鬼故事小说系列《夜》，电影分为几个部分，有梁家辉、陈慧琳、邵美琪等加盟演出。此外，2013年電影《贓物》為任達華唯一自導自演之電影。
2017年9月，接受訪問時表示，正在構思做導演拍幾套機場特警、PTU、愛情動作電影，其中為惠英紅度身訂做雛妓老闆角色。
2019年，梁家輝與任達華、古天樂和林家棟拍攝電影《追龍II：賊王》，事隔十四年，電影《黑社會》班底再現。

## 個人生活
任達華是康宏晨曦足球隊的名譽會長之一。他亦是香港賽馬會會員，育有馬匹「紅噹噹」、「晨曦巨星」、「晨曦英雄」（已退役）、「君達得」（現役）。另外，任達華是2010年苗圃鎮洋單車助學行慈善大使。
2019年7月20日，任达华到中国内地廣東省中山市火炬开发区出席居然之家中山店開業活动时，被一名突然冲上台的人士持刀捅伤腹部與手指，後被送往醫院，無生命危險。据报道，行凶者为一名陈姓的男子，患偏执型精神分裂症。当日深夜，任达华返回香港继续接受治疗。21日，据英皇娱乐高层霍汶希透露，任达华的第二次手术顺利完成。及後他復工在廣州出席電影《小Q》宣傳活動，右手仍然需要包紥，但卻無懼與內地粉絲近距離握手。

### 婚姻及子女

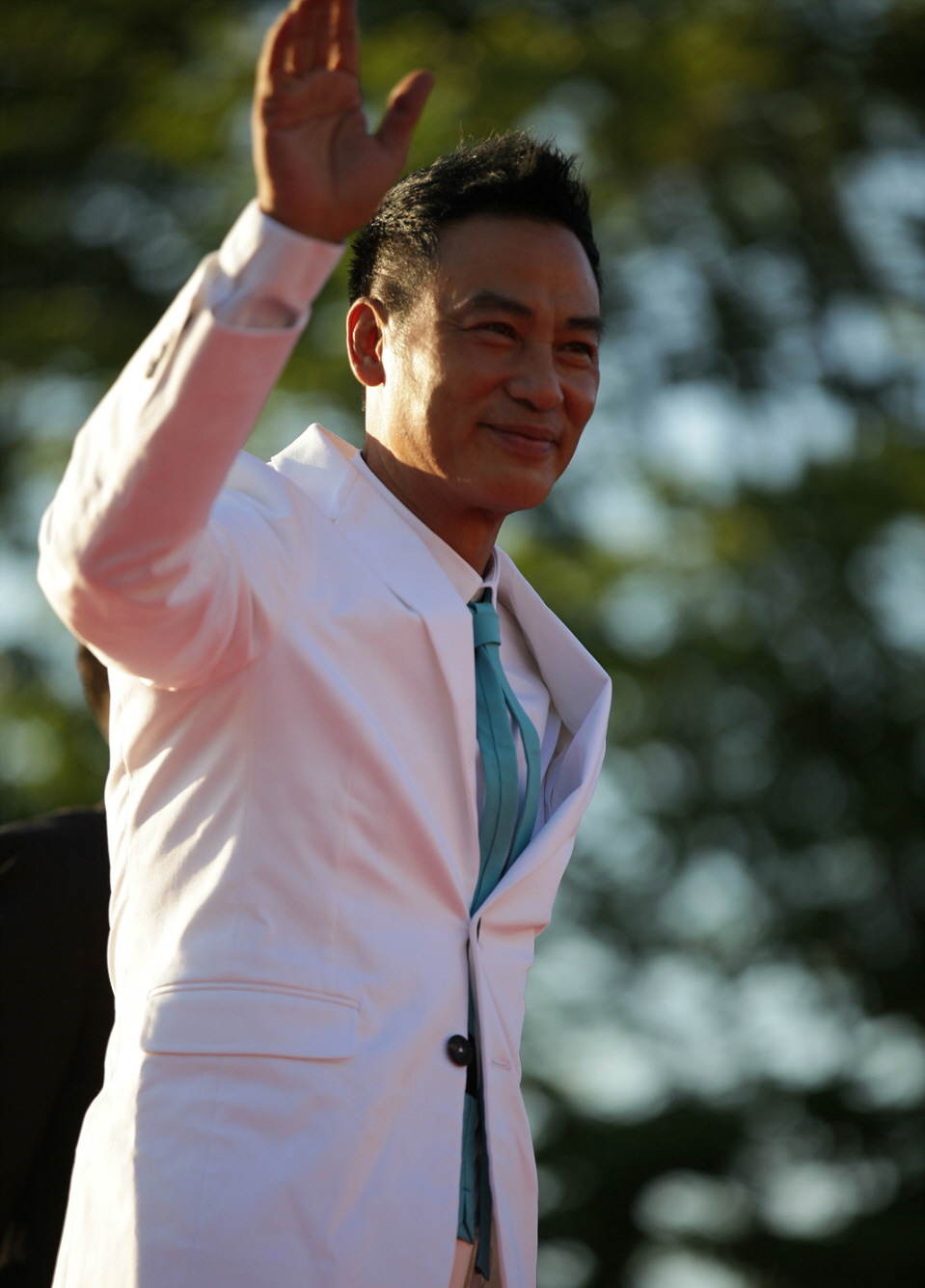
任達華於2015年

任達華的第一任妻子是何瑞意，二人在1981年結婚，1986年離婚。
任達華的第二任妻子是模特兒琦琦（1967年9月29日－），二人在1997年11月結婚。兩人育有一女任晴佳，於2004年出生。

### 家族
兄长任達榮，前香港警務處副處長，恆和珠寶集團有限公司非執行董事。

### 私人投資
任達華與妻子共同在全球持有30多個物業市值數億港元。
2018年2月，接受訪問時表示收到賀歲片《我的情敵女婿》的片酬後，買了一間酒莊。亦表示酒莊不是重點，旁邊的小屋才是重點，無論是酒莊，還是荷蘭一個種花的地方，有間小屋能望到一片鬱金香，多浪漫，多舒服。
2021年1月，任達華以港幣3500萬出售旗下基隆街11號地舖連閣樓，持貨逾10年大賺2062萬。
2021年5月，任達華以港幣988萬購買柴灣工廈，亦於4月份以3740萬購入中半山御花園住宅單位。

## 主持作品

### 電視節目
| 年 份  | 電視台   | 節 目 名               |
| 1980年 | 無綫電視 | Bang Bang咁嘅聲        |
| 1988年 | 無綫電視 | 1988年度香港小姐競選   |
| 1989年 | 無綫電視 | 寰宇風情 東歐特輯      |
| 1995年 | 無綫電視 | 奇趣任縱橫（一共25集） |
| 1995年 | 無綫電視 | 萬千星輝賀台慶         |
| 1996年 | 無綫電視 | 奇程萬里 塞內加爾篇    |

## 得獎與提名

### 香港電影金像獎
| 年份   | 頒獎典禮             | 獎項       | 片名               | 角色   | 結果 |
| 1997年 | 第16屆香港電影金像獎 | 最佳男配角 | 《金榜題名》       | 燈哥   | 提名 |
| 2001年 | 第20屆香港電影金像獎 | 最佳男配角 | 《朱麗葉與梁山伯》 | 新界安 | 提名 |
| 2002年 | 第21屆香港電影金像獎 | 最佳男配角 | 《慌心假期》       | 唐醫生 | 提名 |
| 2004年 | 第23屆香港電影金像獎 | 最佳男主角 | 《PTU》            | 何文展 | 提名 |
| 2006年 | 第25屆香港電影金像獎 | 最佳男主角 | 《黑社會》         | 林懷樂 | 提名 |
| 2007年 | 第26屆香港電影金像獎 | 最佳男配角 | 《黑社會以和為貴》 | 林懷樂 | 提名 |
| 2008年 | 第27屆香港電影金像獎 | 最佳男主角 | 《跟蹤》           | 黃文展 | 提名 |
| 2009年 | 第28屆香港電影金像獎 | 最佳男主角 | 《文雀》           | 棋     | 提名 |
| 2010年 | 第29屆香港電影金像獎 | 最佳男主角 | 《天水圍的夜與霧》 | 李森   | 提名 |
| 2010年 | 第29屆香港電影金像獎 | 最佳男主角 | 《歲月神偷》       | 羅生   | 獲獎 |

### 金馬獎
| 年份   | 頒獎典禮     | 獎項       | 片名         | 角色   | 結果 |
| 2001年 | 第36屆金馬獎 | 最佳男配角 | 《慌心假期》 | 唐醫生 | 提名 |
| 2003年 | 第40屆金馬獎 | 最佳男主角 | 《PTU》      | 何文展 | 提名 |

### 香港電影金紫荊獎
| 年份   | 頒獎典禮               | 獎項       | 片名         | 角色   | 結果 |
| 2004年 | 第9屆香港电影金紫荆奖  | 最佳男主角 | 《PTU》      | 何文展 | 獲獎 |
| 2006年 | 第11屆香港电影金紫荆奖 | 最佳男主角 | 《黑社會》   | 林懷樂 | 獲獎 |
| 2007年 | 第12屆香港电影金紫荆奖 | 最佳男主角 | 《出埃及記》 | 詹建業 | 提名 |

### 香港电影评论学会大獎
| 年份   | 頒獎典禮                   | 獎項       | 片名               | 角色   | 結果 |
| 2003年 | 第10屆香港电影评论学会大獎 | 最佳男演員 | 《PTU》            | 何文展 | 提名 |
| 2005年 | 第12屆香港电影评论学会大獎 | 最佳男演員 | 《黑社會》         | 林懷樂 | 提名 |
| 2007年 | 第14屆香港电影评论学会大獎 | 最佳男演員 | 《跟蹤》           | 黃文展 | 提名 |
| 2008年 | 第15屆香港电影评论学会大獎 | 最佳男演員 | 《文雀》           | 棋     | 提名 |
| 2009年 | 第16屆香港电影评论学会大獎 | 最佳男演員 | 《天水圍的夜與霧》 | 李森   | 提名 |
| 2010年 | 第17屆香港电影评论学会大獎 | 最佳男演員 | 《歲月神偷》       | 羅生   | 提名 |

### 其他
| 年份   | 頒獎典禮             | 獎項       | 片名               | 角色   | 結果 |
| 2009年 | 西班牙電影頒獎禮     | 最佳男主角 | 《天水圍的夜與霧》 | 李森   | 獲獎 |
| 2014年 | 第6屆澳門國際電影節  | 最佳男主角 | 《雛妓》           | 甘浩賢 | 獲獎 |
| 2020年 | 第30屆中國電視金鷹獎 | 最住男演員 | 《澳門人家》       | 梁鼎文 | 獲獎 |

## 代言人
- 卡樂比 辣薯片  (1981-1982)
- Martell金牌馬爹利  (1988)
- 巧巧洗髮水的代言人。
- 卡士蘭（NuPharm）的代言人。
- 台灣輝葉按摩椅的代言人。
- 英皇財務的代言人。
- 金道貴金屬的代言人。
- 樟木頭三正半山酒店
- 金孚汽車
- maxcare負氧離子摩幻椅
- 知識產權署—戲院場內嚴禁攜帶攝錄器材

## 出版作品

### 書籍
- 1996年：任達華寫真集《SIMON SAYS...》
- 1997年：任達華攝影集《任達華心照》 香港文化傳信有限公司
- 2010年：任達華攝影集《五季》
- 2017年7月1日：任達華攝影集《香港。別的風景》 三聯書店(香港)有限公司　ISBN 9789620441929

## 外部連結
- 任達華在互联网电影资料库（IMDb）上的資料（英文）
- 任達華的新浪微博
- 任達華在香港影庫上的簡介
- 任達華在时光网上的簡介（简体中文）
- 任達華在豆瓣上的资料（简体中文）